# Apedilum subcinctum
Apedilum subcinctum är en tvåvingeart som beskrevs av Henry Keith Townes, Jr. 1945. Apedilum subcinctum ingår i släktet Apedilum och familjen fjädermyggor. Inga underarter finns listade i Catalogue of Life.